# ワイルド・エンジェル
『ワイルド・エンジェル』（原題：The Wild Angels）は、1966年に製作、公開されたアメリカのバイカー・アクション映画。
暴走族集団“ワイルド・エンジェル”を率いるリーダーの若者を中心に、狂騒的に生きる若者たちの姿を描く。バイカー映画の先駆的作品。ロジャー・コーマン製作・監督。
実在するバイカーギャング集団ヘルズ・エンジェルスがエキストラとして出演しているほか、ピーター・ボグダノヴィッチが助監督を務め、クレジットなしで脚本を執筆している。

## あらすじ
ヘブンリー・ブルースは、カリフォルニアのとある町で暴走族集団“ワイルド・エンジェル”を率いて傍若無人に振るまっていた。
ある日、彼らはメキシコ人不良グループからメンバーのルーザーのオートバイを取り戻すため、グループのいるある町に乗り込み、大乱闘を繰り広げる。警官隊が駆けつけ、双方のグループとも逃亡するが、ルーザーは運悪く警官の銃弾で負傷し、逮捕される。
ルーザーが逮捕され、病院に入れられたことを知ったブルースたちは瀕死のルーザーを病院から運び出すが、彼は間もなく息を引き取ってしまった。
ルーザーの葬式が小さな教会でとり行われるが、牧師の説教にいらだったブルースは、たちまちその場を欲望むき出しの乱痴気騒ぎの宴に変えてしまう。彼らはルーザーの棺桶にナチスの旗をかけて墓地まで行進を始めるが、その途中1人の少年が投石したことから、たちまち乱闘が始まってしまう。

## キャスト
※括弧内は日本語吹替（初回放送1975年9月27日 TBS 14:30-16:00）
- ヘブンリー・ブルース：ピーター・フォンダ（山田康雄）
- マイク：ナンシー・シナトラ
- ルーザー：ブルース・ダーン
- ゲイシュ：ダイアン・ラッド
- ルー・プロコピオ
- マイケル・J・ポラード
- ゲイル・ハニカット
- ディック・ミラー
- 牧師：フランク・マクスウェル